# K2-3d
K2-3d ويعرف أيضاً باسم EPIC 201367065 d هو كوكب خارج المجموعة الشمسية ذو حجم ضخم وصلب، يدور حول النجم K2-3 وهو قزم أحمر، وأبعد ثلاثة كواطب اكتشف في هذا النظام. يقع على بعد 137 سنة ضوئية عن الأرض في كوكبة الأسد (كوكبة). اكتشف هذا الكوكب باستخدام طرق اكتشاف الكواكب خارج المجموعة الشمسية، حيث تم قياس تأثير الإعتام الذي يسببه الكوكب عندما يمرّ أمام النجم الذي يدور حوله. وهو أول كوكب يكتشف في بعثة المسبار الفضائي كيبلر (مسبار فضائي) وأعلن عن اكتشافه في كانون الثاني (يناير) 2015.